# Saw (film fra 2003)
Saw er en ni-minutters kortfilm skrevet af Leigh Whannell, der også spiller hovedrollen og instrueret af James Wan. Filmen blev senere en af scener i filmen Saw fra 2004.
Historien handler om en ung mand ved navn David. Han sidder i forhør på en politistation efter at have undsluppet fra en grusom morder.

## Medvirkende
- Leigh Whannell som David
- Paul Moder som Politimand
- Katrina Mathers som sygeplejerske
- Dean Francis som lammet offer